# Pere Busquets Padros

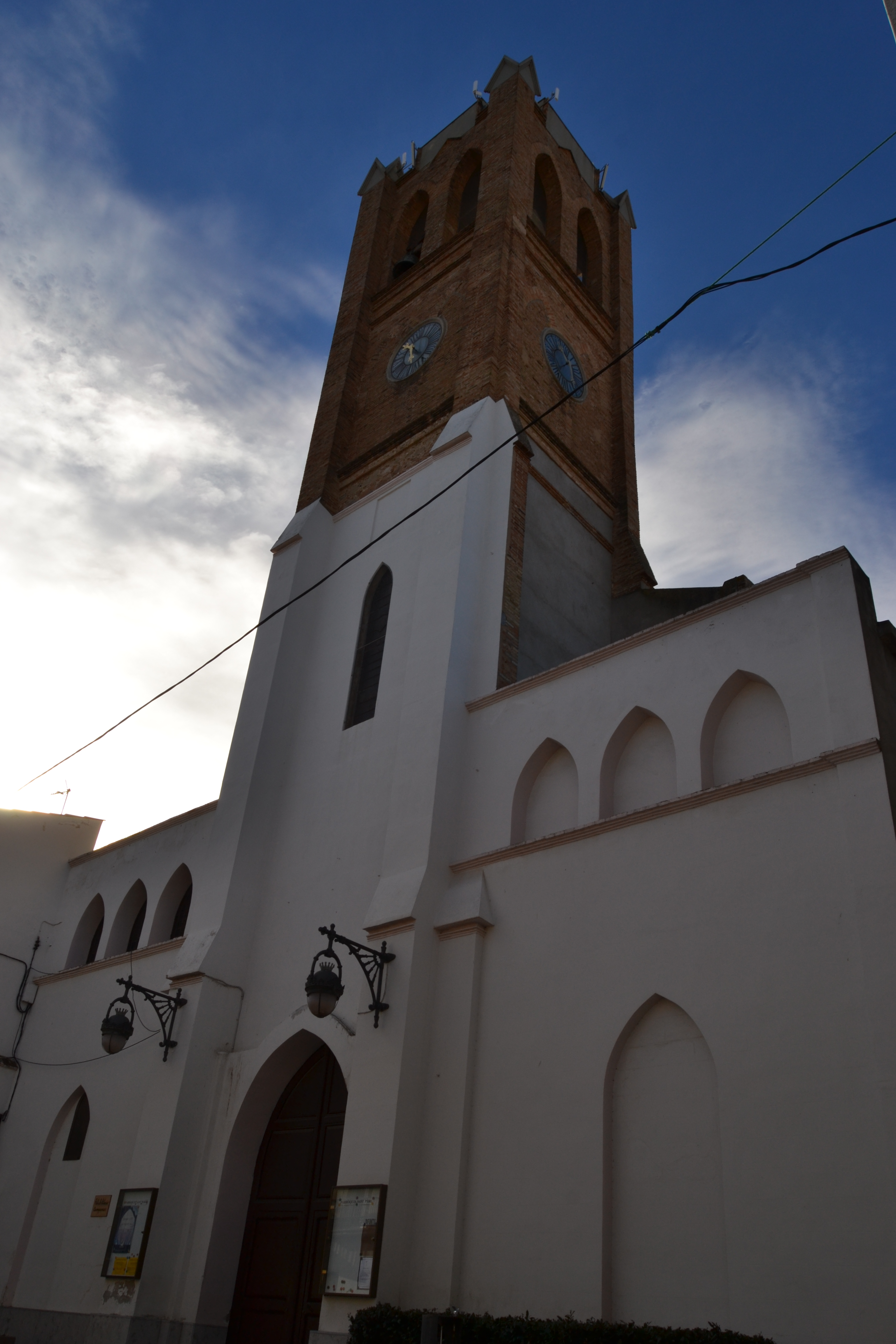
Església parroquial de Sant Pere de Masquefa d'on va ser ecònom Mn. Pere Busquets

Pere Busquets Padros (Sant Feliu Sasserra, 1885 - 25 de juliol de 1936) fou un sacerdot i màrtir de la diòcesi de Barcelona.

## Biografia
Va néixer a Sant Feliu Sasserra en 1885. Havia estat de vicari a Sant Cristòfol de Premià de Mar de 1924 a 1927, junt amb el rector Mn. Josep Paradeda. Al 1931 és nomenat ecònom de Castelldefels. Després va ser ecònom de Masquefa. Devotíssim del Sagrat Cor i de l'Eucaristia, havia establert en la seva parròquia la pràctica dels nou primers divendres i l'Obra de les Maries dels Sagraris. A Masquefa es va distingir per la caritat cap als malalts, en atendre quants cridaven a la seva porta i en dispensar quants favors estaven al seu abast.

## Últims dies
El 19 de juliol de 1936, a l'esclatar la guerra civil i davant la gravetat de les notícies que li portaven del moviment revolucionari, exclamà: "Tinguem fe, no perdem l'esperança. Aquesta setmana és la de la Mare de Déu del Carme: Ella ens protegirà. Si Déu ens mana tals tribulacions i calamitats, les acceptarem en expiació dels nostres pecats".
El dia 21 de juliol va celebrar encara la santa Missa i cap a les nou del matí, van arribar a Masquefa alguns subjectes d'un Comitè d'un altre poble, amb la intenció d'incendiar l'església parroquial, a la qual cosa es van oposar diversos veïns; però a la tarda van impedir que Mn. Pere posés fora de perill el Santíssim Sagrament. Amb tot Mn. Busquets, desafiant tots els perills, va arribar fins a l'altar, va treure el Copó; però donant-li un cop al braç el Copó va anar per terra amb les sagrades formes que van ser sacrílegament profanades.
El dia 22 Mn. Busquets, víctima d'una gran excitació nerviosa, va haver de guardar llit. A la tarda van penetrar a la rectoria alguns individus del Comitè local i van fer un registre, van obligar-lo a llevar-se; se'l van endur al lloc de La Creueta, on el van obligar a llevar-se la sotana. El sacerdot creient la seva execució, va dir: "no faig un pas més, mateu-me; més abans doneu-me uns moments”. Es deixà caure de genolls i va pregar uns instants. Es va aixecar i tornat cap a ells, va dir: "Senyor, perdona'ls, com jo els perdono!". La mirada del sacerdot es va creuar amb un que havia rebut molts favors de la víctima, el qual va dir: "Si tu ens perdones, també et perdonem a tu". I el van acompanyar a casa.
A la nit es van tornar a presentar perquè abandones la rectoria oferint-li un camió per al seu trasllat i dels seus mobles, i van dir de fer-ho al mati. El camió no va arribar i Mn. Busquets va ser molt molestat i insultat.

## Martiri
Al matí del dia 24 de juliol, va decidir refugiar-se a casa d'una família molt cristiana. L'endemà 25, uns 17 homes armats del Comitè de la FAI de la secció de Martorell, van efectuar un minuciós registre, el van trobar i se'l van endur fins a Martorell, on va ser assassinat, a la Baixada del Mur, al crit de “Visca Crist Rei”, d'un tret al cap per un noi de 17 anys. El seu cadàver va ser enterrat en el cementiri de aquella localitat i després traslladat al poble de Masquefa, on es veneren les seves restes.